# XXII. Armeekorps (Wehrmacht)
Das XXII. Armeekorps der deutschen Wehrmacht, im vollen Titel Generalkommando XXII. Armeekorps, war die Bezeichnung für die entsprechende Kommandobehörde aber auch für den Verband aus mehreren Divisionen und eigenen Korpstruppen, der von diesem Generalkommando geführt wurde und unter dem Oberbefehl einer Armee oder Heeresgruppe stand.

## Aufstellung, Umbenennung, Auflösung

### XXII. (motorisiertes) Armeekorps
Das (Generalkommando) XXII. (mot.) Armeekorps war ein Großverband der deutschen Wehrmacht. Es wurde am 26. August 1939 im Wehrkreis X (in Lüneburg) aufgestellt und ab 5. März 1940 im Westen eingesetzt als Panzergruppe v. Kleist. Am 12. Juli 1940 wurde es wieder Generalkommando XXII. AK und am 16. November 1940 umbenannt in Panzergruppe 1.

### XXII. Gebirgs-Armeekorps
Das (Generalkommando) XXII. Gebirgs-Armeekorps war ein Großverband der deutschen Wehrmacht. Es wurde am  20. August 1943 im Wehrkreis VII (in Sonthofen) aufgestellt.

## Korpstruppen
- Arko 30 (nur 1939), Arko 422 (ab 1939)
- Korps-Nachrichtenabteilung 422
- Korps-Nachschubtruppen 422

## Unterstellung und Einsatzgebiet
Siehe Verbände und Truppen der deutschen Wehrmacht und Waffen-SS im Zweiten Weltkrieg 1939 – 1945
| Jahr                                     | Monat  | Armee          | Heeresgruppe             | Einsatzgebiet               |
| Generalkommando XXII.(mot.) Armeekorps   |        |                |                          |                             |
| 1939                                     | 09-09  |                | z. Vfg. Heeresgruppe Süd | Südpolen, Lemberg           |
|                                          | 10-10  | 4. Armee       | Heeresgruppe B           | Niederrhein                 |
|                                          | 12-12  | 6. Armee       | Heeresgruppe B           | Niederrhein                 |
| 1940                                     | 01-01  | 6. Armee       | Heeresgruppe B           | Niederrhein                 |
|                                          | 03-05  | 12. Armee      | Heeresgruppe A           | Ardennen, Arras, Dünkirchen |
|                                          | 06-06  | 6. Armee       | Heeresgruppe B           | Südwestfrankreich           |
|                                          | 07-10  | 2. Armee       | Heeresgruppe C           | Heimat                      |
|                                          | 11-11  | 11. Armee      | Heeresgruppe C           | Heimat                      |
|                                          |        |                |                          |                             |
| Generalkommando XXII. Gebirgs-Armeekorps |        |                |                          |                             |
| 1943                                     | 09-12  | Heeresgruppe E | Heeresgruppe F           | Griechenland                |
| 1944                                     | 01-03  | Heeresgruppe E | Heeresgruppe F           | Griechenland                |
|                                          | 04-04  |                | OKW (Margarete)          | Ungarn                      |
|                                          | 05-11  | Heeresgruppe E | Heeresgruppe F           | Griechenland                |
|                                          | 12-12  | 2. Panzerarmee | Heeresgruppe F           | Ungarn, Plattensee          |
| 1945                                     | 01-.04 | 2. Panzerarmee | Heeresgruppe Süd         | Ungarn, Plattensee          |
|                                          | 05-05  | 2. Panzerarmee | Heeresgruppe Südost?     | Kärnten, Steiermark         |

## Kommandierender General
| von                                      | bis          | Dienstgrad                | Name             |
| Generalkommando XXII.(mot.) Armeekorps   |              |                           |                  |
| 26.08.1939                               | Umbenennung  | Generaloberst             | Ewald von Kleist |
|                                          |              |                           |                  |
| Generalkommando XXII. Gebirgs-Armeekorps |              |                           |                  |
| 25.08.1943                               | Kapitulation | General der Gebirgstruppe | Hubert Lanz      |